# St. Achatius (Grünsfeldhausen)

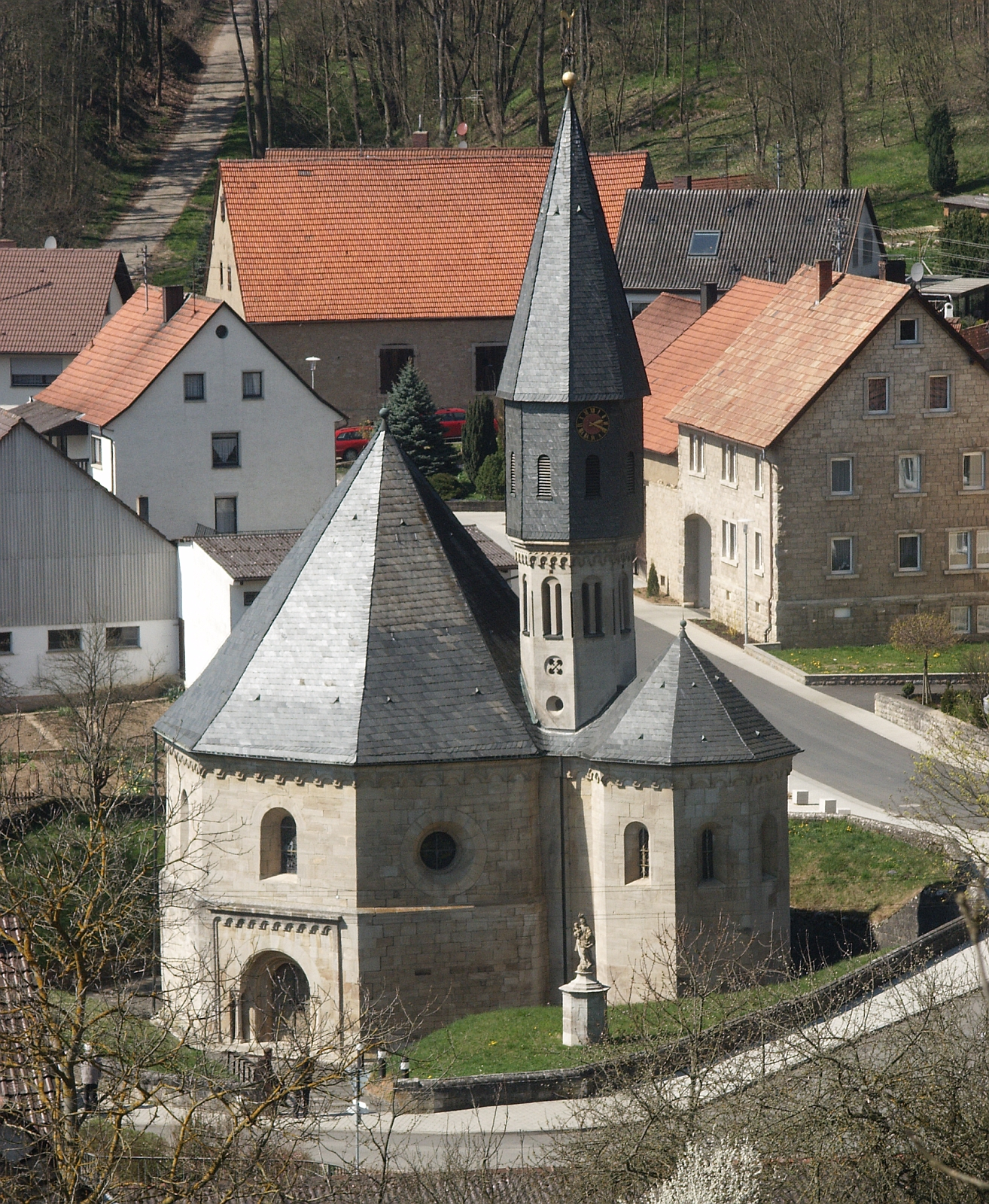
Kapelle St. Achatius

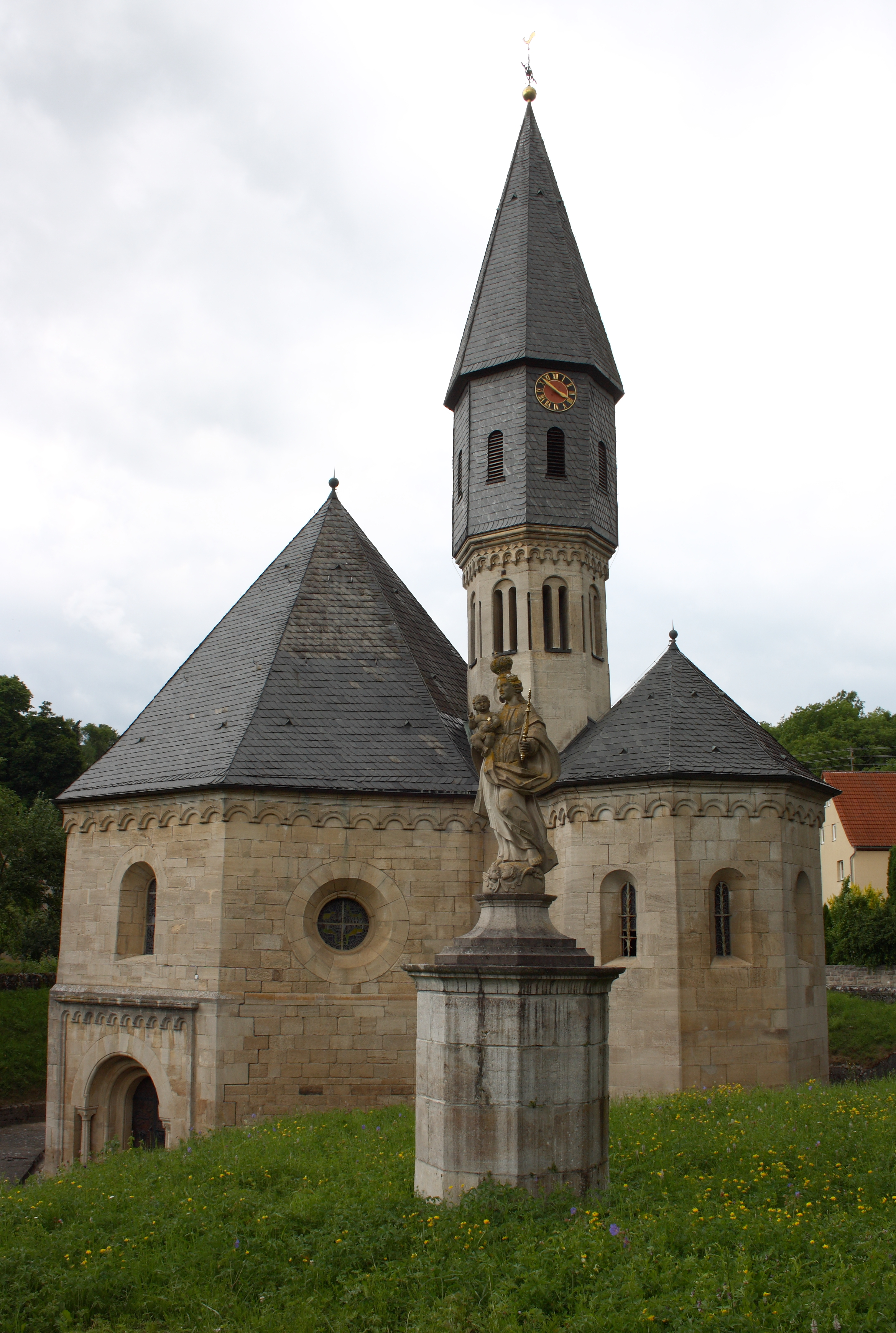
Kapelle St. Achatius, im Vordergrund Pfeiler mit Madonnenfigur

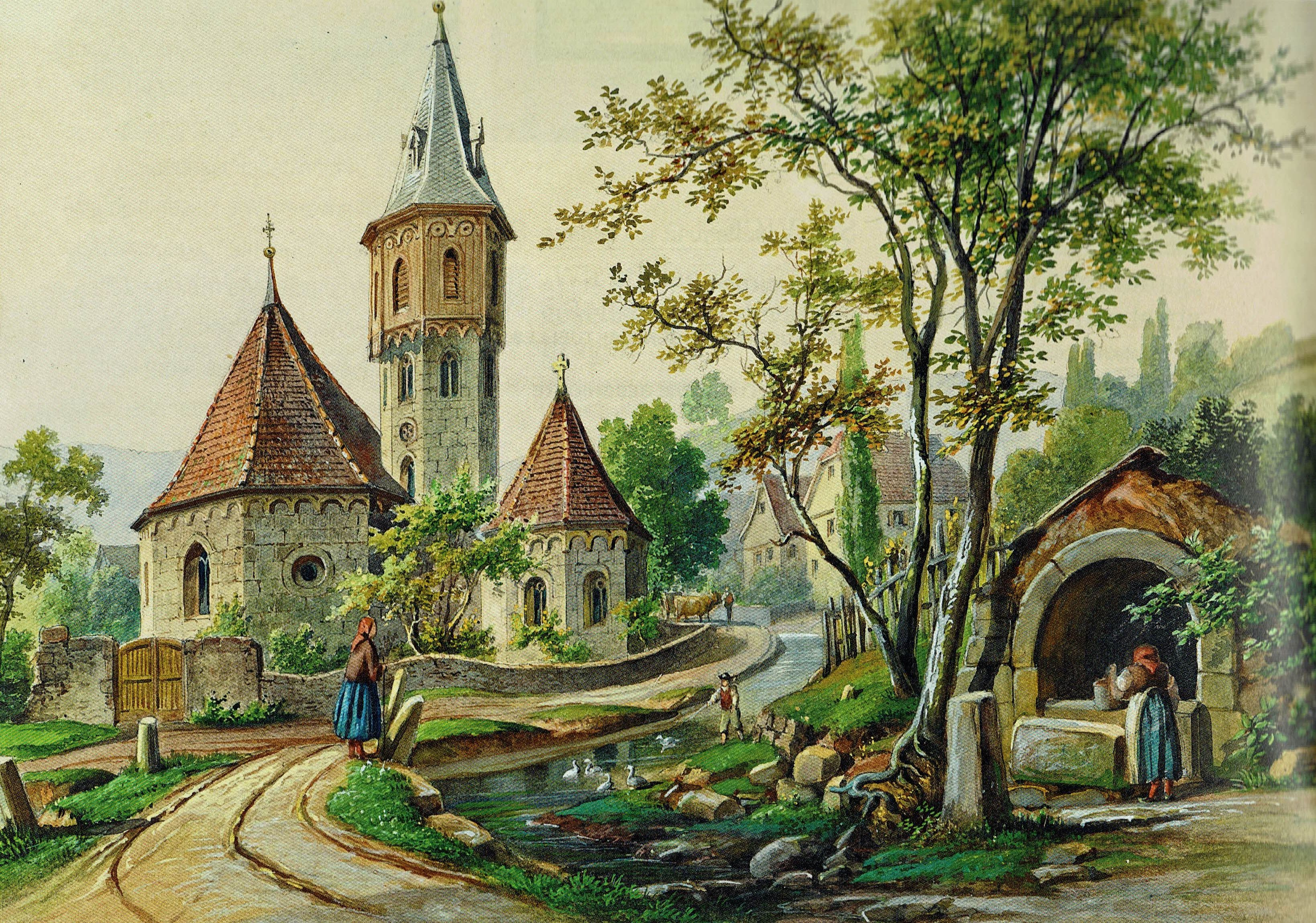
Achatiuskapelle nach einem Aquarell von Georg Maria Eckert, um 1850

Die katholische Kapelle St. Achatius in Grünsfeldhausen, einem Stadtteil von Grünsfeld im Main-Tauber-Kreis in Baden-Württemberg, wurde vermutlich Ende des 12. und zu Beginn des 13. Jahrhunderts errichtet. Aufgrund älterer Fundamentreste unter dem Fußboden und der unmittelbaren Lage der Kapelle am Grünbach nimmt man an, dass sich an ihrer Stelle in vorchristlicher Zeit ein Quellenheiligtum befand, das später als Taufkirche genutzt wurde. Die Kapelle ist dem heiligen Achatius von Armenien geweiht, der zu den Vierzehn Nothelfern zählt und dessen Verehrung sich vor allem während der Kreuzzüge verbreitete. Möglicherweise wurde die Kapelle von den Herren von Zimmern oder den Herren von Krensheim aus Dankbarkeit über eine glückliche Heimkehr von einer Kreuzfahrt gestiftet. Mit ihren beiden Achteckbauten erinnert die Kapelle an die Grabeskirche in Jerusalem.

## Geographie
An der St.-Achatius-Kapelle sind jüngste Formungsprozesse im Taubertal und seiner Nebentäler ablesbar, da die Kapelle heute etwa vier Meter unter dem Niveau der Talaue liegt, was auf die Ablagerung von Auenlehm durch Anschwemmungen zurückzuführen ist. Vor dem Pleistozän waren die Täler der Umgebung breiter und flacher. Die heutigen engen Täler bildeten sich erst während der Kaltzeiten in Verbindung mit weiträumigen tektonischen Hebungen.

## Geschichte
Im Jahr 1332 wird der Ort Grünsfeldhausen in einer Urkunde bezüglich eines Güterverkaufs des Deutschritterordens erstmals schriftlich erwähnt. Vom 14. bis zum 19. Jahrhundert gehörte der Ort zur Herrschaft Grünsfeld. Eine erste Erwähnung der Kirche findet sich erst für das Jahr 1666 in den Pfarrakten von Grünsfeld. Daraus geht hervor, dass die Kapelle und der umliegende Friedhof in sehr schlechtem Zustand waren. 1804 wurde die Kapelle innen aufgeschüttet und es wurde ein neuer Eingang durchgebrochen. Durch Anschwemmungen hatte sich das Gelände um die Kapelle im Laufe der Jahrhunderte um mehrere Meter erhöht. Im Zuge der Renovierungsmaßnahmen, die in den Jahren 1903 bis 1908 durchgeführt wurden, trug man die Erde wieder ab, so dass die Kapelle heute in einer vier Meter tiefen Senke liegt.
Die katholische Filialkirche St. Achatius gehört zur Seelsorgeeinheit Grünsfeld-Wittighausen, die seit einer Dekanatsreform am 1. Januar 2008 dem Dekanat Tauberbischofsheim des Erzbistums Freiburg zugeordnet ist.

## Architektur

### Außenbau
Die Kapelle ist aus regelmäßigem Quadermauerwerk errichtet. Ältester Bauteil ist das westliche Oktogon, das vermutlich aus dem letzten Viertel des 12. Jahrhunderts stammt. Anschließend entstanden der kleinere Achteckbau im Osten, der als Chor diente, und das untere, achteckige Turmgeschoss. Die überkragende, mit Schiefer verkleidete Glockenstube mit spitzem Helm wurde 1970/72 aufgesetzt.
Um den gesamten Bau verläuft unter dem Dachansatz ein Rundbogenfries. Besonders aufwändig gestaltet ist das Abschlussgesims des Dachreiters. Das Stufenportal wurde aus erhalten gebliebenen Fragmenten 1903/08 wieder neu zusammengesetzt.
Ein achteckiger Pfeiler, der bei Ausgrabungen zu Beginn des 19. Jahrhunderts im Hauptraum gefunden wurde, steht heute vor der Kirche. Auf ihm steht eine barocke Madonnenfigur. Der Pfeiler mit einem Durchmesser von über einem Meter war ursprünglich 2,20 Meter hoch und diente vermutlich als Mittelstütze.

### Innenraum
Der schmucklose, als Zentralbau angelegte Hauptraum ist von Rund- und Rundbogenfenstern durchbrochen. Der kleinere Raum (Chor) wird durch fünf Rundbogenfenster beleuchtet. Auf den Gewölbefeldern ist die ursprüngliche Ausmalung teilweise erhalten. In einer Mandorla thront eine Majestas Domini. Sie ist von weiteren fünf Personen (Johannes der Täufer, Johannes der Evangelist, zwei Engel mit gekreuzten Flügeln und eine gekrönte weibliche Figur mit Lilienzepter) umgeben.
Die Bleiglasfenster wurden 1972 von Valentin Peter Feuerstein geschaffen. Sie haben die Leidensgeschichte Jesu und Personen des Alten Testamentes wie Noah, Abraham und Jakob zum Thema.
Die Kirche beherbergt die kleinste Sakristei des Main-Tauber-Kreises, welche wie ein Schrank in die Orgel hineingebaut ist.

## Geläut
Die Achatiuskapelle in Grünsfeldhausen verfügt über ein dreistimmiges Geläut aus Bronze. Die beiden größeren Glocken wurden 1957 von F. W. Schilling, Heidelberg gegossen, die kleinste stammt von Meister Herman W(u)st von Wertheim aus dem 15. Jahrhundert.
| Glocke | Gussjahr   | Gießer                      | Durchmesser | Gewicht | Schlagton |
| ------ | ---------- | --------------------------- | ----------- | ------- | --------- |
| 1      | 1957       | F. W. Schilling, Heidelberg | 759 mm      | 284 kg  | c″±0      |
| 2      | 1957       | F. W. Schilling, Heidelberg | 700 mm      | 140 kg  | f″±0      |
| 3      | 15. Jahrh. | Herman Wust von Wertheim    | 490 mm      | 069 kg  | a″-3      |

## Sonstiges
Ein eigener Bauförderverein Achatuiskapelle bemüht sich um die ideelle und materielle Förderung und Unterstützung der Katholischen Kirchengemeinde Grünsfeld zur Sanierung der Achatiuskapelle im Innen- und Außenbereich.